# Туфтов, Иван Никитович
Иван Никитович Туфтов (24 декабря 1912 — 21 июля 1974) — участник Великой Отечественной войны, Герой Советского Союза (1944).

## Биография
И. М. Туфтов родился в деревне Городинец (сейчас в Лепельском районе Витебской области). После гражданской войны вместе с семьёй переехал в Красноярский край. Жил в деревне Шарыповка, работал в колхозе.
Во время Великой Отечественной войны на фронте с августа 1941 года. Участвовал в Смоленской битве, оборонительных боях на Дону, Сталинградской битве, Корсунь-Шевченковский, Уманско-Баташанской и Ясско-Кишинёвской операциях, боях за Будапешт в 1944 году, у озера Балатон (Венгрия) в 1945 году и других.
Пулемётчик мотострелкового батальона 45-й механизированной бригады 5-го механизированного корпуса 6-й танковой армии 2-го Украинского фронта рядовой И. Туфтов отличился в марте 1944 года при форсировании рек Южный Буг в Винницкой области (Украина) и Днестр у города Могилёв-Подольский.
После демобилизации жил и работал в Краснодарском крае. Похоронен в посёлке Краснодарский Красноармейского района Краснодарского края.

## Награды
- Медаль «Золотая Звезда» (№ 4301) Героя Советского Союза;
- орден Ленина;
- орден Красной Звезды;
- орден Славы 3 степени;
- медали.